# Fernando de la Peña y Olivas
Fernando de la Peña y Olivas (Madrid, 22 agosto 1959) è un ex schermidore spagnolo, vincitore di una medaglia di bronzo ai campionati mondiali di scherma.